# Remington Kellogg
Arthur Remington Kellogg (* 5. Oktober 1892 in Davenport, Iowa; † 8. Mai 1969 in Washington, D.C.) war ein US-amerikanischer Mammaloge.

## Leben
Kellogg war der Sohn von Rolla Remington Kellogg und Clara Louise Kellogg, geborene Martin. Sein Vater war von Beruf Drucker, seine Mutter war eine Lehrerin. Bereits in seiner Kindheit legte er seinen ersten Vornamen ab und im Alter von 6 Jahren zogen er und seine Eltern nach Kansas City, Missouri, wo er nach der Mittelschule die Westport High School abschloss und sich 1910 an der University of Kansas einschrieb. Von 1913 bis 1916 war er taxonomischer Assistent für Säugetiere unter Charles Dean Bunker, Kurator für Vögel und Säugetiere im University of Kansas Museum of Natural History. Kelloggs erster wissenschaftlicher Artikel On the retention of Neotoma campestris Allen as a separate subspecies from Neotoma floridana baileyi Merriam, der 1914 veröffentlicht wurde, resultierte aus dieser Museumsarbeit. Bunker unterwies Kellogg in der Häutung und Konservierung von Wirbeltierpräparaten. Im Januar 1915 erhielt er seinen Bachelor of Arts und 1916 seinen Master of Arts mit der Schrift The mammals of Kansas with notes on their distribution, habits, life histories and economic importance. In Kelloggs Erstsemesterjahr begann eine lebenslange Freundschaft mit Alexander Wetmore, damals Zoologie-Student an der University of Kansas, der später ein bedeutender Ornithologe werden sollte. Im Jahr 1911 trat Wetmore in das Bureau of Biological Survey des US-Landwirtschaftsministeriums ein und unterstützte Kellogg bei der Beschaffung von Sommerjobs für das Bureau of Biological Survey, wo er Feldstudien über die Flora und Fauna im Westen der Vereinigten Staaten durchführte. Die beiden Forscher arbeiteten viele Jahre lang in der Smithsonian Institution eng zusammen, zunächst als Kuratoren und später in Verwaltungspositionen, als Wetmore Sekretär der Smithsonian Institution und Kellogg Direktor des United States National Museum war.
Während seines Studiums an der University of Kansas wandte sich Kellogg den Meeressäugetieren zu, wobei er Skelette von Weißwalen, Schweinswalen, Walrossen und Robben untersuchte. Im Herbst 1915, am Ende seiner sommerlichen Feldforschung, bezahlte das Bureau of Biological Survey seine Reise nach Washington, D.C. Etwa zu dieser Zeit fasste er den Entschluss, die Evolution der Meeressäugetiere zu studieren, und im Herbst 1916 trat er in die University of California, Berkeley ein, um sich auf Zoologie zu konzentrieren. In Berkeley lernte Kellogg mehrere Wissenschaftler kennen, die zu lebenslangen Freunden wurden und auf verschiedene Weise seine berufliche Karriere beeinflussten. Hierzu zählten David Starr Jordan, Joseph Grinnell und Chester Stock. Der nachhaltigste Einfluss, der sich aus den Berkeley-Jahren ergab, war der von John Campbell Merriam. Kellogg erhielt ein Lehrstipendium und wurde von Merriam eingeladen, die Fossilien von Robben, Seelöwen und Walrossen zu untersuchen, deren Überreste in tertiären Formationen an der Pazifikküste gefunden worden waren. Dieses Projekt führte zu Kelloggs ersten wichtigen Arbeiten über Meeressäugetiere (1921 und 1922), die sich beide mit fossilen Flossenfüßern befassten. Die zweite Arbeit mit dem Titel Pinnipeds from Miocene and Pleistocene Deposits of California enthielt einen kritischen Überblick über die Literatur zu fossilen Flossenfüßern in der ganzen Welt. Diese Arbeit bildete später die Grundlage für die moderne Forschung über fossile Flossenfüßer. Im Sommer 1917 unternahm Kellogg erneut Feldforschungen für das Bureau of Biological Survey. Er reiste nach Montana und dann nach Kalifornien, wo er den Artkomplex der Kalifornischen Wühlmaus (Microtus californicus) studierte. Eine aus dieser Arbeit resultierende Monografie wurde 1918 veröffentlicht.
Seine Studienzeit wurde durch den Ersten Weltkrieg unterbrochen, und er wurde Ende 1917 eingezogen. Einige Monate später wurde er zum Sergeant befördert und in das Central Medical Department Laboratory versetzt, dessen Kommandeur Major Edward Alphonso Goldman war und dem er 1947 als Präsident der American Society of Mammalogists nachfolgte, wobei er nicht nur die Rest-Amtszeit von Goldman, sondern auch bis 1949 eine reguläre zweijährige Amtszeit übernahm.
Nachdem er 1919 aus der Armee entlassen worden war, kehrte er an die University of California zurück, um sein Doktoratsstudium zu absolvieren. Am Ende des Herbstsemesters wurde er zum Assistenzbiologen im Biological Survey ernannt. Noch im selben Jahr heiratete er seine Studienkollegin Marguerite Henrich, mit der er nahezu sein gesamtes Eheleben in Washington, D.C. verbrachte. Etwa zur gleichen Zeit, als Kellogg zum Biological Survey kam, wurde sein ehemaliger Mentor John C. Merriam zum Präsidenten der Carnegie Institution for Science in Washington, D.C. ernannt. Merriam sorgte dafür, dass Kellogg zum Wissenschaftlichen Mitarbeiter in der Institution ernannt wurde, eine Position, die er von 1921 bis 1943 innehatte. Dank dieser Vereinbarung erhielt Kellogg finanzielle Mittel, um seine Forschungen über Wale fortzusetzen, während er gleichzeitig die ihm zugewiesenen Projekte für den Biological Survey durchführte. Dies wiederum ermöglichte es Kellogg, die für seine Dissertation mit dem The history of whales; their adaptation to life in the water erforderlichen Forschungsarbeiten abzuschließen, mit der er 1928 an der University of California, Berkeley promovierte.
Im selben Jahr verließ Kellogg das Biological Survey, um eine Stelle als Assistenzkurator für Säugetiere am United States National Museum anzutreten. Unter der Leitung von Gerrit Smith Miller konnte er den Meeressäugern mehr Zeit widmen, wofür er als Experte anerkannt wurde. Infolgedessen wurde er 1937 vom Außenministerium zum US-Delegierten bei der Internationalen Walfangkonferenz, dem Vorläufer der Internationalen Walfangkommission (IWC), ernannt. Weitere Ernennungen folgten in den Jahren 1944 bis 1946. Von 1949 bis 1967 war er Kommissar und von 1952 bis 1964 war er Vorsitzender der IWC. 1948 wurde Kellogg zum Direktor des United States National Museum und 10 Jahre später zum stellvertretenden Sekretär der Smithsonian Institution ernannt.
1969 starb Kellogg im Alter von 76 Jahren an einem Herzinfarkt.

## Erstbeschreibungen von Remington Kellogg
Kellogg erstbeschrieb die Luzon-Flachlandstreifenratte (Chrotomys mindorensis), die Molukken-Greifschwanzratte (Rattus morotaiensis), die Unterart Ateles geoffroyi yucatanensis des Geoffroy-Klammeraffen, die Unterart Macaca fascicularis tua des Javaneraffen, die Unterart Dasyprocta punctata bellula des Mittelamerikanischen Aguti, die Unterart Proechimys semispinosus ignotus der Tomes-Kurzstachelratte, die Unterart Mazama gouazoubira permira des Graumazamas sowie die Unterarten Odocoileus virginianus miquihuanensis, Odocoileus virginianus nigribarbis, Odocoileus virginianus oaxacensis, Odocoileus virginianus seminolus, Odocoileus virginianus taurinsulae, Odocoileus virginianus venatorius, Odocoileus virginianus veraecrucis des Weißwedelhirsches.

## Ehrungen und Dedikationsnamen
1951 wurde Kellogg zum Mitglied der National Academy of Sciences gewählt, 1960 zum Mitglied der American Academy of Arts and Sciences. Der Paläontologe Leslie E. Wilson beschrieb 1935 die fossile Delfinart Macrodelphinus kelloggi aus dem Oligozän. Weitere zu seinen Ehren benannte Taxa sind Protospermophilus kelloggi Black 1963, Ferecetotherium kelloggi Mchedlidze 1970, Aprixokogia kelloggi Whitmore & Kaltenbach 2008 und Echinocardium kelloggi Kier 1983.